# Новые Маклауши
Новые Маклауши — село в Майнском районе Ульяновской области. Входит в состав Старомаклаушинского сельского поселения.

## География
Находится на расстоянии примерно 42 километра на север-северо-запад по прямой от районного центра поселка Майна, на реке Маклаушка.

## История
Основано в XVII веке переселением татар из Старых Маклауш. 
В 1780 году, при создании Симбирского наместничества, «деревня Моклоуш, при речке Моклауше, крещеной мордвы, тут же деревня Новая Моклоуш, жители в ней числятся по ревизии в деревне оной Моклоушах», вошла в состав Тагайского уезда. С 1796 года — в Симбирском уезде Симбирской губернии.
В 1859 году в д. Новые Маклауши (Яна-Маклауш) в составе 1-го стана, по тракту из г. Буинска в г. Карсун, в Симбирском уезде Симбирской губернии, есть мечеть магометанская, завод кирпичный.
Во время освобождения крестьян в 1861 г. здесь образовалось два общества: 1) бывшие удельные крестьяне(мордва), в числе 136 ревизских (51 дворов), получили в надел 926 десятин земли (усадебной 12 дес., пашни 784 дес., выгону 20 дес. 1200 саж., сенокосу 33 дес. 1200 саж., и неудобной 75 дес. 1200 саж.) и 2) бывшие государственные крестьяне (татары), 270 душ (98 дворов) приобрели 1178 дес. 118 саж. земли (усадебной 28 дес. 329 саж., пашни 941 дес. 1720 саж., выгону 97 дес. 1920 саж., покосу 34 дес. 2040 саж., и неудобной 65 дес. 1318 саж.). В 1903 г. в д. Новых Маклаушах татар 421 муж. и 443 жен. (155 дворов) и мордвы 230 муж. и 250 жен. (79 дворов). 
В 1913 году в деревне было 294 двора, 1856 жителей (татары и мордва), 2 мечети, 2 медресе, церковно-приходская школа. 
В 1990-е годы работал СПК «Прогресс».

## Население
Население составляло: в 1799 г. в деревне жило:  новокрещенных из мордвы - 23 двора (73 муж. и 86 жен.), крещеных татар - 11 дворов (35 муж. и 31 жен.) неслужилых татар - 33 двора (101 муж. и 139 жен), всего 67 дворов, с населением в 209 муж. и 256 жен.; в 1859 г. в 62 дворах жило: 411 муж. и 433 жен.; в 1861 г. в 51 дворе жило 136 мордов. душ, а в 98 дворах 270 тат. душ; В 1913 году в деревне было 294 двора, 1856 жителей (татары и мордва); 542 человека в 2002 году (татары 79%), 419 по переписи 2010 года.